# Wang Lei (basket-ball)
Pour les articles homonymes, voir Wang Lei et Wang (patronyme).
Dans ce nom chinois, le nom de famille, Wang, précède le nom personnel.
Wang Lei (chinois simplifié : 王磊 ; pinyin : Wáng Lěi), né le 12 août 1986 dans la province du Henan, est un joueur de basket-ball chinois, évoluant au poste d'ailier.